# Agression sexuelle contre les personnes autistes
Une agression sexuelle contre les personnes autistes est une violence sexuelle commise contre une ou des personnes autistes. Bien que tous types d'individus puissent subir des agressions sexuelles, différentes recherches menées plus particulièrement sur des femmes concluent à une surreprésentation des personnes autistes parmi les victimes d'agressions sexuelles et de viols, tant durant l'enfance qu'à l'âge adulte. 
Ces agressions ont notamment pour conséquences le stress post-traumatique. Les taux de réparations par voie judiciaire et de soutien psychologique aux victimes sont faibles. L'éducation sexuelle des mineures autistes est préconisée pour diminuer ces agressions, bien que sa portée soit limitée. 

## Taux
P. W. Gorczyca et ses collègues déterminent (en 2011) que le taux d'agressions sexuelles des enfants autistes est environ le double de celui des enfants de la population générale, et que l'agression est le plus généralement commise par une personne que l'enfant connaît, et en laquelle il a confiance. Gibbs et al. ne déterminent pas de taux précis, mais notent aussi que les enfants autistes sont plus souvent victimes d'agressions sexuelles que les enfants qui ne sont pas autistes. Il n'existe aucune preuve que ces taux d'agressions sexuelles diminuent à l'âge adulte.
L'analyse de Andrea L. Roberts et ses collègues, publiée en 2015, indique que les femmes ayant le plus grand nombre de traits correspondants au trouble du spectre de l'autisme sont aussi celles qui subissent les plus hauts taux d'agressions sexuelles, soit 40,1 %, contre un taux général de 26,7 %. 
En 2022, la neuroscientifique Fabienne Cazalis et son équipe publient les résultats d'une étude menée auprès de 225 femmes autistes résidant en France, avec le concours de l'Association francophone de femmes autistes (AFFA), ; alors que les taux généraux d'agressions sexuelles contre les femmes sont situés autour des 30 %, ceux des femmes autistes françaises approchent des 90 %. De plus, 75 % des femmes autistes interrogées témoignent de plus d'un cas de violences sexuelles, et les trois quarts des victimes témoignent n'avoir pu bénéficier d'aucun soin spécifique ni d'aucune réparation judiciaire après les agressions. La moitié de ces femmes ont subi des violences pédophiles ou incestueuses alors qu'elles étaient âgées de moins de 15 ans.
Une étude avec groupe de contrôle menée auprès de 245 adultes autistes sans handicap intellectuel montre que les autistes victimes de violences sexuelles sont moins susceptibles de parler et de témoigner de ce qu'ils ont vécu que les personnes qui ne sont pas autistes.

## Causes
La Dr en psychologie Meredyth Goldberg-Edelson retient deux facteurs principaux qui accroissent le risque, pour les enfants autistes, de subir une agression sexuelle : les délinquants sexuels peuvent les considérer comme des enfants vulnérables d'une part, et d'autre part, les enfants autistes victimes d’abus sexuels peuvent l'exprimer d’une manière qui est ignorée par leur entourage, ou bien attribuée à tort au seul fait qu'ils soient autistes. Il est aussi plus simple pour les agresseurs sexuels de recourir au comportement qui leur permet de nier la souffrance de leurs victimes en les objectifiant, si la victime est un enfant autiste.
Interrogée dans la presse, la psychiatre Muriel Salmona met en cause la difficulté qu'ont les femmes autistes à décrypter les sous-entendus, mais aussi leur apprentissage de la contrainte, le handicap les ayant habituées à laisser des tiers décider à leur place de ce qui est bon pour elles : cela les rend facilement manipulables par des agresseurs sexuels.
Les chercheurs Dorothy Bishop (professeure de neuropsychologie du développement à l'Université d'Oxford), et Joel Swendsen (professeur de psychologie clinique au CNRS) soulignent qu'en France, un travail dans le milieu de la psychanalyse permet « la respectabilité professionnelle, un bon revenu et l'accès aux enfants vulnérables » ; ils estiment que la notion de complexe d'Œdipe (dont la validité n'est pas démontrée) a pu servir, en France, à justifier et garder impunies des agressions sexuelles contre des enfants (entre autres) autistes. Ils citent aussi la responsabilité de Françoise Dolto, considérant qu'elle déclare, à diverses reprises dans ses ouvrages et en interview, que l'enfant chercherait des relations sexuelles avec des adultes.

## Conséquences
Les agressions sexuelles contre les femmes autistes entraînent un « coût pour la santé mentale et physique ». L'isolement social est susceptible d'en aggraver les conséquences. De plus, selon P. W. Gorczyca et ses collègues, l'abus sexuel dans l'enfance pourrait être un facteur de risque de développement d'une schizophrénie. 
Le diagnostic de trouble de stress post-traumatique (PTSD) doit être considéré chez les personnes autistes victimes de violences sexuelles. Mohamad Mehtar a cependant déterminé, sur la base du suivi de 69 enfants et adolescents autistes, que bien que le taux de stress post-traumatique soit élevé, le taux de victimes de violences sexuelles avec PTSD était plus bas qu'en population générale.
Une étude menée auprès d'adultes autistes qui sont entrés en contact avec la police australienne conclut que la grande majorité le font en tant que victimes, que la plupart sont déçus de cette expérience, et qu'il leur a souvent fallu cacher leur diagnostic d'autisme pour que l'agression soit prise au sérieux.

## Prévention
L'isolement des familles d'enfants autistes accroît le risque de négligences et de violences (y compris sexuelles) contre ces enfants, de la part de leur propre famille.
Les enfants autistes qui n'accèdent pas à la communication verbale peuvent rencontrer de grandes difficultés pour témoigner de ce dont ils ont été victimes. La validité de la technique controversée de la communication facilitée a été évaluée pour leur permettre de communiquer si elles ont été victimes de violences sexuelles.
L'accès à une éducation sexuelle est préconisée pour réduire les agressions sexuelles des adolescents. Cependant, en raison de la très forte fréquence des violences ciblant des mineures de moins de 15 ans, Cazalis et al. estiment que la portée de l'éducation sexuelle scolaire est limitée. Elles préconisent plutôt d'éduquer et de sensibiliser les agresseurs potentiels, en soulignant le nombre élevé de personnalités psychopathes et narcissiques prédisposées à ce type d'agressions.

## Affaires judiciaires et témoignages
La présidente de l'AFFA, Marie Rabatel, a témoigné dans la presse d'avoir subi plusieurs viols à l'adolescence.

### Affaire du FAM Les Baous de Vence
En avril 2023, le kinésithérapeute Olivier Benham est condamné pour le viol de trois résidentes autistes du Foyer d'accueil médicalisé Les Baous, situé à Vence, et ce malgré le déni du personnel travaillant dans ce foyer, qui a accusé les trois victimes d'être des menteuses ou des aguicheuses. La cour l'a condamné à 15 ans de réclusion, notamment après avoir retrouvé des traces de son sperme sur les murs de son lieu d'exercice. En appel, sa peine est alourdie à dix-sept ans de prison : l'avocate générale Catherine Dubost déclare alors que « Olivier Behnam a choisi quatre femmes fragiles avec l’espoir qu’elles ne parleraient pas ou qu’on ne les croirait pas [...] Il les a choisies pour leur handicap ». 
Un lieutenant de gendarmerie mobilisé sur cette affaire déclare n'avoir jamais reçu de formation à recueillir la parole de victimes de viol non-verbales, et qu'il s'agit de sa première affaire de ce type en vingt ans d'exercice. Marie Rabatel souligne elle aussi la grande rareté de ce type de jugements, les condamnations d'agresseurs sexuels étant très rares, dans un contexte où la parole des victimes autistes est souvent remise en cause.

### Affaire de l'IME des Nivéoles à Voiron
Dans le cadre de l'affaire de l'IME des Nivéoles, dont le volet judiciaire s'étend sur huit ans, deux éducateurs ont été mis en examen après réouverture de l'enquête en 2021, l'un des deux étant poursuivi pour viol, l'autre pour agression sexuelle.

### Affaire du «pubertologue»
Un médecin auto-proclamé « pubertologue » a été envoyé devant la cour criminelle de l'Hérault (France) après des soupçons de viols et d'agressions sexuelles sur 13 adolescents majoritairement autistes.